# Curt Loeffelholz von Colberg

Curt Loeffelholz von Colberg

Curt Freiherr Loeffelholz von Colberg (* 27. September 1874 in Ansbach; † 1. April 1945 in Marquartstein) war ein deutscher Politiker (NSDAP).

## Leben und Wirken
Nach dem Besuch der Volksschule, von humanistischen Gymnasien in Ansbach und Schwäbisch Hall sowie des Luitpold-Gymnasiums in München trat Colberg in die Bayerische Armee ein: 1894 war er Offiziersaspirant im Infanterie-Leib-Regiment in München. 1895 folgte die Ernennung zum Portepee-Fähnrich und 1896 die zum Leutnant. 1897 wurde er in das 20. Infanterie-Regiment „Prinz Franz“ versetzt, dem er zwei Jahre angehörte, bis er 1899 in das 1. Kurhessische Infanterie-Regiment Nr. 81 nach Frankfurt am Main versetzt wurde. Von 1901 bis 1906 fungierte er dort als Bataillons- und Regiments-Adjutant. Nachdem Colberg bereits die Kriegsschule München besucht hatte, wurde er 1906 zum Oberleutnant befördert und im selben Jahr an die Preußische Kriegsakademie in Berlin geschickt, wo er bis 1909 ausgebildet wurde. In den Jahren 1910 bis 1913 war Colberg im Großen Generalstab tätig. 1913 wurde er als Hauptmann und Kompaniechef zum Füsilier-Regiment „Königin“ (Schleswig-Holsteinisches) Nr. 86 in Flensburg versetzt.
Am Ersten Weltkrieg nahm Colberg zunächst als Kompanieführer dieses Regiments teil. Später wurde er als Ordonnanzoffizier beim Kreischef Dinant, als Offizier beim stellvertretenden Großen Generalstab in Berlin und in der Folge als Bataillonskommandeur in der 84., 76. und 31. Reserve-Infanterie-Brigade eingesetzt. In dieser Eigenschaft wurde er im Oktober 1917 vor Arras schwer verwundet. Nach seiner Genesung war er bis zum Kriegsende Adjutant des Generalkommandos des IX. Reserve-Korps. Am 18. Dezember 1918 nahm er im Rang eines Majors seinen Abschied aus der Armee. Zu den Auszeichnungen, die er im Krieg erworben hatte, zählten das Eiserne Kreuz beider Klassen, das Militärverdienstkreuz (Mecklenburg) beider Klassen, das Friedrich-August-Kreuz, die Hamburger, Bremer und Lübecker Hanseatenkreuze, das Ehrenkreuz des Fürstlichen Hausordens von Hohenzollern und das Verwundetenabzeichen.
1919 schloss Colberg sich der Völkischen Bewegung an. In den Jahren 1920 bis 1923 fungierte er als Chef des Stabes der Großen Organisation des Obersten Hoffmann in Passau. Während des Hitler-Putsches hielt er sich eigenen Angaben zufolge in Niederbayern bereit, um sich nach dem erwarteten Ausgreifen des Putsches diesem anzuschließen. Von 1924 bis 1927 gehörte Colberg dem Ordensrat der Deutschen Ehrenlegion an.
1924 schloss Colberg sich der Nationalsozialistischen Freiheitsbewegung in Bayern an. Nach der Neugründung der NSDAP trat er dieser zum 1. Oktober 1930 bei (Mitgliedsnummer 310.209). In den folgenden Jahren engagierte er sich als Redner der Partei in öffentlichen Versammlungen. Hinzu kamen Beiträge als Autor für nationalsozialistische Zeitungen wie dem Völkischen Beobachter, dem Heimatland und dem Arminius.
In den Jahren 1929 bis 1930 war Colberg, der von 1927 bis 1933 an der Universität München Medizin studierte, 1. Vorsitzender des Reichsverbandes Akademischer Kriegsteilnehmer. Außerdem saß er im Vorstand der Großdeutschen Studentenschaft (Langemarck-Verband).
Am 1. April 1933 wurde Colberg zum Führer im Arbeitsdienst ernannt. Am 1. November 1933 folgte seine Ernennung zum Chef des Personalamtes der Reichsleitung des Arbeitsdienstes im Reichsarbeitsministerium. 1935 wurde er als Reichsarbeitsdienst-Direktor in den Reichsarbeitsdienst überführt und noch im selben Jahr zum Generalarbeitsführer ernannt. Am 1. April 1937 wurde er schließlich zum Inspekteur für das gesamte Personalwesen des Reichsarbeitsdienstes ernannt. Weisungsgemäß trat Loeffelholz von Colberg im Spätherbst 1938 aus dem Johanniterorden aus, war dort einst 1912 als Ehrenritter organisiert, in der Bayrischen Genossenschaft der Kongregation. Dieser Austritt wegen Doppelmitgliedschaft mit der NSDAP betraf zehn Prozent der Ordensmitglieder, Grundlage dazu der so genannte Heß-Erlass.
Im Rang eines Obergeneralarbeitsführers schied Colberg am 30. November 1939 altersbedingt aus dem Reichsarbeitsdienst aus.
Colberg trat am 19. November 1938 im Nachrückverfahren für den Abgeordneten Franz Stöhr als Abgeordneter in den nationalsozialistischen Reichstag ein, dem er bis zu seinem Tod 1945 als Vertreter des Wahlkreises 11 (Merseburg) angehörte. Zudem wurde er Mitte Januar 1940 in die Kanzlei des Führers berufen und war ab Anfang April 1940 Mitglied beim Volksgerichtshof.